# Palacio de Kirchheim

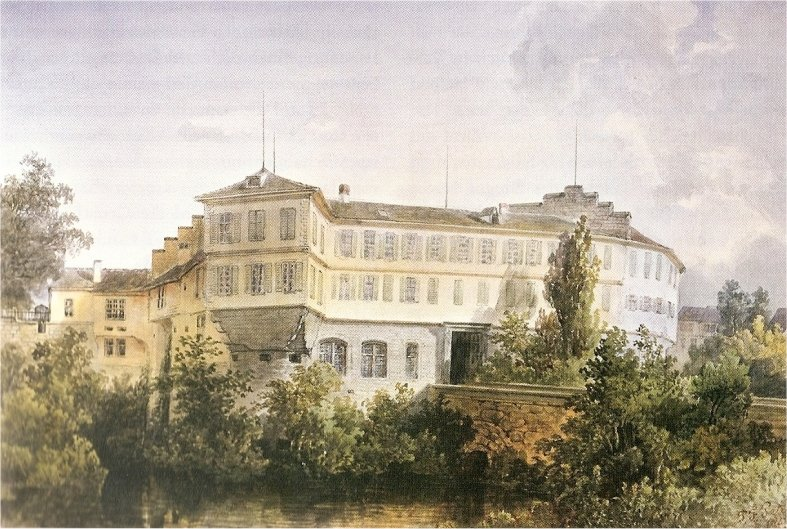
Palacio de Kirchheim, acuarela de 1851.

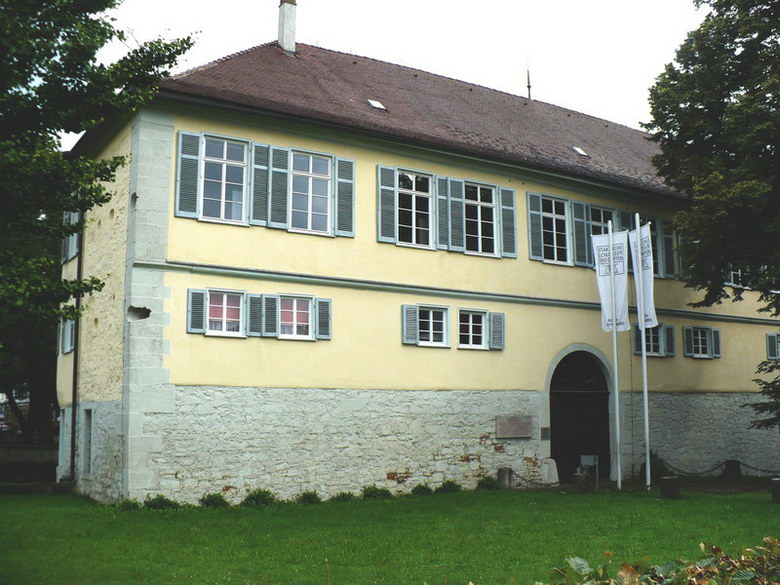
El palacio renacentista.

El palacio de Kirchheim se halla a las afueras de la ciudad de Kirchheim unter Teck. Es un palacio renacentista y un ejemplo bien conservado de las fortalezas interiores del ducado de Wurtemberg.
El duque Ulrico de Wurtemberg (1487-1550), al volver del exilio, mandó construir siete fortalezas interiores para defender mejor su territorio. Con tal finalidad se reforzaron las murallas de Kirchheim y empezó a construirse el palacio en 1538 como bastión de las mismas, obras que terminaron en 1566. Primeramente, fue utilizado para fines militares y a veces para cacerías. Cuando la peste asoló la ciudad de Stuttgart en 1594, el duque Federico I trasladó aquí la corte. Su carácter de residencia fue aumentando a medida que perdía valor para fines militares.
En 1870-1871 sirvió como hospital para los heridos de la Guerra franco-prusiana. De 1911 a 1948 albergaba una escuela municipal para trabajos femeninos y viviendas. A partir de 1947 funcionó como internado y desde 1971 es sede de un Instituto de pedagogía.